# Alfred Hallett
Pour les articles homonymes, voir Hallett.
Le peintre anglais Alfred Hallett est né en 1914 en Angleterre. 
Il a exposé en 1937 et en 1938 à la Royal Academy, à Londres. En 1940, il est allé en Inde britannique à Dhariwal, au Pendjab et ultérieurement acheté une propriété à Dharamkot (en), au-dessus de Dharamsala pour se consacrer à la peinture. Il y est mort en 1986. Il était un peintre figuratif et il est connu pour ses portraits et paysages. Il a réalisé aussi des tableaux imaginatifs, religieux et abstraits..